# Roncus crassipalpus
Roncus crassipalpus är en spindeldjursart som beskrevs av Rafalski 1949. Roncus crassipalpus ingår i släktet Roncus och familjen helplåtklokrypare. Inga underarter finns listade i Catalogue of Life.